# Chögyel Phagpa
| Tibetische Bezeichnung                                                      |
| --------------------------------------------------------------------------- |
| Tibetische Schrift: འགྲོ་མགོན་ཆོས་རྒྱལ་འཕགས་པ་བློ་གྲོས་རྒྱལ་མཚན་                        |
| Wylie-Transliteration: ’gro mgon chos rgyal ’phags pa blo gros rgyal mtshan |
| Aussprache in IPA: [pʰák̚pa]                                                 |
| Offizielle Transkription der VRCh: Pagba                                    |
| THDL-Transkription: Phakpa                                                  |
| Andere Schreibweisen: Phagpa, Pagpa, ’P’ags-pa, Passepa                     |
| Chinesische Bezeichnung                                                     |
| Traditionell: 八思巴                                                        |
| Vereinfacht: 八思巴                                                         |
| Pinyin:Bāsībā                                                               |

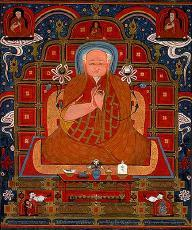
Chögyel Phagpa

Chögyel Phagpa Lodrö Gyeltshen (geb. 1235; gest. 1280) gehört zu den „Fünf Ehrwürdigen Meistern“, die die Sakya-Tradition des tibetischen Buddhismus zur vollen Entfaltung brachten. Zu diesen fünf Meistern zählen neben Chögyel Phagpa, Sachen Künga Nyingpo, Sönam Tsemo, Dragpa Gyeltshen und Sakya Pandita Künga Gyeltshen. Chögyel Phagpa war die bedeutendste politische Figur der Sakya-Schule. Er war bis zum Lebensende der Vizekönig von Tibet nach dem Tod seines Vorgängers und Onkels Sakya Pandita 1251.

## Stellvertretender König Tibets
Die Mongolenherrscher bemühten sich im 13./14. Jahrhundert, Tibet ohne aufwendige Feldzüge oder Verhandlungen zu kontrollieren, da die damaligen Kleinstaaten ohnehin keine nennenswerten Gegner darstellten. Also setzten sie auf ein in sämtlichen Kleinstaaten anerkanntes religiöses Oberhaupt, dem man ein Dutzend Militärs („khri-skor“) und Administratoren („khri-dpon“) zur Verfügung stellte, Zensus, Steuereintreibung, Gesandtenaustausch und höhere Rechtsprechung in die Hand gab und schließlich einen Ziviladministrator („dpon-chen“) zur Seite stellte. Die Tibetfrage oblag dabei zunächst Godan Khan († 1251), einem Sohn Ugedais.
Chögyel Phagpas Onkel Sakya Pandita war auf den ausdrücklichen Wunsch Prinz Godens hin an den Mongolenhof gereist, wo er 1247/9 in Karakorum zum Vizekönig Tibets ernannt worden ist. Sakya Panditas Neffen, Chögyel Phagpa und Chagna Dorje (phyag na rdo rje, * 1239; † 1267), waren am Mongolenhof schnell aufgefallen und zu geachteten Lehrern Kubilais geworden. Als Sakya Pandita noch vor seiner Rückkehr nach Tibet starb, ernannte er Chögyel Phagpa zum neuen Oberlama am Dach der Welt (1251).

## Unsichere Herrschaft in Tibet
In Tibet war Chögyel Phagpas Herrschaft nicht unangefochten. So musste ihn eine mongolische Armee unter dem Feldherrn Uriang-kadai nach Hause „begleiten“ und sich auf dem Weg nach Lhasa mit 40 verschiedenen Bergstämmen und -festungen auseinandersetzen (1253/4). Der zweite bedeutende Oberlama, der Karmapa Pakshi (Karma-Kagyü-Schule), ein Gegner der Sakyapa reiste an Kubilais Hof, wo er aber gegen die Sakyapa-Sekte nichts mehr ausrichten konnte und unerlaubt wieder abreiste. Danach ging der Karmapa zu Möngke Khan.
Letztlich entschied der Bruderkrieg zwischen Kubilai und Arigkbugha, welche Schule die Kontrolle über Tibet bekam. Der rivalisierende Oberlama Karmapa Pakshi hatte Kontakte nach Karakorum und wurde der Unterstützung Arigkbughas beschuldigt, so dass ihn Kubilai festnehmen und verbannen ließ. Der Streit wurde zwar bald gütlich beigelegt und der Karmapa Pakshi († 1283) lehrte noch lange, aber Phagpa und Chagna waren nun als Regenten Tibets unangreifbar. Chagna Dorje heiratete z. B. eine von Kubilais Töchtern.
Die neuen Regenten wurden mit 16.000 Kilogramm Silber, Gold und Tausenden Seidenkleidern beschenkt, kleideten sich (zum Unwillen der Mönche) mongolisch und hatten stets eine eindrucksvolle Delegation um sich. Chögyel Phagpa und Chagna Dorje kehrten 1264/5 nach Tibet zurück und wollten sich die Verwaltung offenbar (mit unklarer Kompetenzabgrenzung) teilen, aber Chagna Dorje starb 1267 überraschend. Das nahm die Drigung-Schule zum Anlass für eine Revolte, die aber mit einer neuen mongolischen Armee 1267/8 niedergeschlagen wurde.

## Schriftentwicklung
Chögyel Phagpa ist bekannt für die Entwicklung der Phagspa-Schrift, einer mongolischen Schrift, die als einheitliche Reichsschrift für alle wichtigen Sprachen des Mongolischen Großreichs konzipiert war. Diese Schrift konnte sich aber nicht nachhaltig gegen das bereits von den Uiguren übernommene Alphabet und die chinesische Schrift durchsetzen. Chögyel Phagpa hatte den Auftrag zum Entwurf dieser Schrift vom Mongolenkaiser Kublai Khan erhalten, nachdem jener ganz China erobert hatte. Phagspas Schrift gefiel dem Kaiser so gut, dass er ihre allgemeine Einführung in allen von ihm abhängigen Ländern befahl. Diese Schrift verschwand mit dem Untergang der Yuan-Dynastie im Jahre 1368 nicht vollständig. Sie wurde in Tibet weiterhin benutzt als Siegelschrift, für Aufschriften an den Eingängen und Wänden tibetischer Klöster und für Aufschriften auf Münzen. Sie bildete vermutlich die Grundlage für die Entwicklung der Koreanischen Hangulschrift.

## Kalenderreform
Chögyel Phagpa verfasste mehrere Abhandlungen zur Kalenderrechnung und Astronomie.
In allen Fällen handelt es sich um praktische Rechenbücher. Diese Schriften sind die ältesten bisher bekannten Darstellungen der Kālacakra-Astronomie in tibetischer Sprache, die keine Übersetzungen aus dem Indischen darstellen. Inhaltlich folgte Chögyel Phagpa noch weitgehend den Darlegungen des Kālacakratantra.
Durch Chögyel Phagpa wurde der auf dem Kālacakratantra basierende Kalender in Tibet eingeführt und als der maßgebliche, von Buddha gelehrte Kalender etabliert. Gleichzeitig führte er die tibetische Monatszählung nach den sogenannten Hor-Monaten ein, die bis heute in Gebrauch ist.
Chögyel Phagpa legte politisch die Basis für die spätere Entwicklung der tibetischen Astronomie und Kalenderrechnung.

## Beziehungen nach China
Zu Chögyel Phagpas Zeit verfestigten sich die damals noch beiderseitigen Beziehungen zwischen China und Tibet. Phagspa wurde unter der Yuan-Dynastie in China im Jahr 1260 zum Reichslehrer (guoshi 國師) ernannt. Diesem Amt war neben den buddhistischen Angelegenheiten der Yüan auch Tibet unterstellt, das damit einmal mehr von den Mongolen abhängig wurde. Im Übrigen beanspruchte Chögyel Phagpa bei Hofe eine höhere Stellung, als sie der Herrscher selbst innehatte. Kubilais (zweite) Hauptfrau Chabi († 1281) soll hier einen Kompromiss vermittelt haben, dem zufolge Chögyel Phagpa in geistlichen Dingen den höheren Rang haben sollte.
Die Yuan-Kaiser halfen der Sakyapa-Administration bei der Verwaltung Tibets gegen rivalisierende Gruppen, wie die Drigung-Schule (1267, 1282–91 mit der Zerstörung des Klosters Drigung Thil 1290/1), und spendeten den Würdenträgern reiche Geschenke. Dafür standen diese ihnen bei den religiösen Angelegenheiten in China bei. Zu nennen ist z. B. die Rivalität zwischen Buddhisten und Taoisten in China, die in mehreren Religionsdisputen und einer Bücherverbrennung 1280 zum Ausdruck kam.
Chögyel Phagpa lebte lange Zeit bei Hofe (Khanbalyq) in China und kehrte erst vier Jahre vor seinem Tod nach Tibet zurück. In Tibet führte in der Zeit ein Ziviladministrator („dpon-chen“) namens Künga Sangpo (tib.: kun dga´ bzang po) die eigentlichen Regierungsgeschäfte. Nach Chögyel Phagpas Tod 1279/80 wurde dieser Ziviladministrator von den Sakyapa bzw. den mongolischen Befehlshabern wegen der angeblichen Vergiftung Phagpas hingerichtet, da die Feindschaft der beiden bekannt war.
Chögyel Phagpas Nachfolger als religiöses Oberhaupt des Yuan-Reiches wurde der von Phagpa ausgesuchte Mönchsstudent Senge († 1291), der ihm aufgrund seines Talentes (Sprachen u. a.) aufgefallen war. Senge und sein Stellvertreter Yanglianzhenja werden allerdings aufgrund ihrer Geldeintreibungen, Finanzspekulationen, Morde und Plünderungen (1278 Song-Fürstengräber) in der chinesischen Geschichte negativ beschrieben. In Tibet folgte ihm ein Sakyapa als Vizekönig, und zwar 1281/2 sein kindlicher Neffe Dharmapalaraksita.